# Euclasta gigantalis
Euclasta gigantalis is een vlinder van de familie van de grasmotten (Crambidae). De wetenschappelijke naam van deze soort is voor het eerst voorgesteld door Pierre Viette in een publicatie uit 1957.

## Verspreiding
De soort komt voor in Ethiopië, Kenia, Madagaskar en Réunion.

## Waardplanten
De rups leeft op soorten van de maagdenpalmfamilie (Apocynaceae) waaronder Camptocarpus mauritianus, Cryptostegia grandiflora en Cryptostegia madagascariensis en verder op Clerodendrum heterophyllum (Lamiaceae). 